# Gwijde van Nevers
Gwijde van Nevers (overleden te Tonnerre op 19 oktober 1175) was van 1168 tot aan zijn dood graaf van Nevers, Auxerre en Tonnerre. Hij behoorde tot het huis Nevers.

## Levensloop
Gwijde was een zoon van graaf Willem III van Nevers en diens echtgenote Ida van Sponheim, dochter van hertog Engelbert van Karinthië. 
Na de dood van zijn oudere broer Willem IV in 1168 werd hij graaf van Nevers, Auxerre en Tonnerre. Hij kwam in conflict met hertog Hugo III van Bourgondië, die de suzereiniteit over zijn drie graafschappen opeiste. In een beslissende veldslag werd Gwijde op 30 april 1174 nabij Beaune door zijn vijand verslagen en gevangengenomen. Als voorwaarde voor zijn vrijlating moest hij de leeneed afleggen tegenover de Bourgondische hertog.
Gwijde van Nevers overleed in oktober 1175.

## Huwelijk en nakomelingen
Rond 1168 huwde hij met Mathilde van Bourgondië (1150-1219), dochter van Raymond van Bourgondië, graaf van Grignon, die op zijn beurt een zoon was van hertog Hugo II van Bourgondië. Ze kregen volgende kinderen:
- Willem V (1168-1181), graaf van Nevers, Auxerre en Tonerre
- Agnes I (1170-1193), gravin van Nevers, Auxerre en Tonnerre, huwde in 1184 met heer Peter II van Courtenay
- Ida (1171/1175-1181)